# Крючков, Александр Николаевич
Алекса́ндр Никола́евич Крючко́в (20 июля 1985, пос. Дубовка, Узловский район, Тульская область) — российский футболист, полузащитник.

## Карьера
Начал карьеру в тульском «Арсенале». Там отыграл один сезон, проведя 34 матча и забив 5 голов. После расформирования «Арсенала» в 2007 году, в 2008 году подписал контракт со «Спартаком» Щёлково. В первом сезоне отыграл 35 игр и забил 5 голов, но во втором сезоне провёл всего 7 матчей. В 2010 году перешёл в «Истру». Там провёл один сезон, сыграв 31 матч и забив 6 голов. В 2011 году подписал контракт с «Мостовиком-Приморье», где за сезон сыграл 34 матча и забил 2 гола. В 2012 году Крючков вернулся в «Арсенал», в составе которого стал победителем второго дивизиона, но после полученной в 2013 году серьёзной травмы колена, а затем долгого последующего восстановления потерял место в основном составе и был переведён в дубль во втором дивизионе. В Премьер-лиге в составе «Арсенала» дебютировал 21 марта 2015 года, когда Дмитрий Аленичев в знак протеста против переноса игры в Москву выставил дублирующий состав против ЦСКА (1:4).